# Miluo Jiang
De Miluo Jiang (traditioneel Chinees: 汨羅江, vereenvoudigd Chinees: 汨罗江, pinyin: Mìluójiāng) is een rivier in het noordoosten van Hunan, China, en een van de belangrijkste zijrivieren van het Dongtingmeer, die daarna uitmondt in de Yangtze-rivier.
De Miluo Jiang is 250 km lang en heeft een stroomgebied van 4053 vierkante kilometer.
De rivier wordt gevormd door de samenvloeiing van de rivieren Mi en Luo, waarvan de rivier de Mi de hoofdtak is. De twee rivieren worden de Miluo Jiang nadat ze zich bij elkaar voegen bij de stad Miluo.